# Vicky Myers
Vicky Myers (ur. 31 marca 1981 w Bradford) – brytyjska wioślarka.

## Osiągnięcia
- Mistrzostwa Świata – Monachium 2007 – czwórka bez sternika – 4. miejsce[1].
- Mistrzostwa Europy – Poznań 2007 – ósemka – 3. miejsce[1].
- Mistrzostwa Europy – Ateny 2008 – ósemka – 2. miejsce[1].